# 伊豆川浅吉
伊豆川 浅吉（いずかわ あさきち、1903年（明治36年）11月3日 - 1968年（昭和43年）8月24日）は、日本の水産学者、歴史学者。元東京水産大学教授。専門は漁業史、水産経済学。

## 略歴
1903年11月3日、神奈川県小田原市に生まれる。1922年4月に横浜高等工業学校応用化学科に入学し、1925年3月に卒業。1927年に旭水産に入社し、1928年に小田原市場に入社する。
1935年、法政大学経済学部を卒業し、1937年に法政大学大学院を修了、小野武夫に師事する。アチック・ミューゼアム研究所員、東京帝国大学助手を経て、1948年に鹿児島水産専門学校教授（後の鹿児島大学水産学部）に就任する。1950年、『日本鯨漁業の経済的研究』で農学博士（九州大学）を取得する。1953年に東京水産大学教授に就任し、1968年に退官する。

## 著書
- 『土佐捕鯨史』（上・下）（日本常民文化研究所、1943）
- 『日本鰹漁業史』（上・下）（日本常民文化研究所、1958）

## 共著
- 『水産経営学』（恒星社厚生閣、1966）

## 編集
- 『土佐鰹漁業聞書』（アチックミューゼアム、1936）